# Igúzquiza (concejo)
Igúzquiza (Iguzkitza en euskera) es una localidad española y un concejo de la Comunidad Foral de Navarra perteneciente al municipio de Igúzquiza. Está situado en la Merindad de Estella, en la Comarca de Estella Oriental. Su población en 2017 fue de 200 habitantes (INE).

## Galería de imágenes

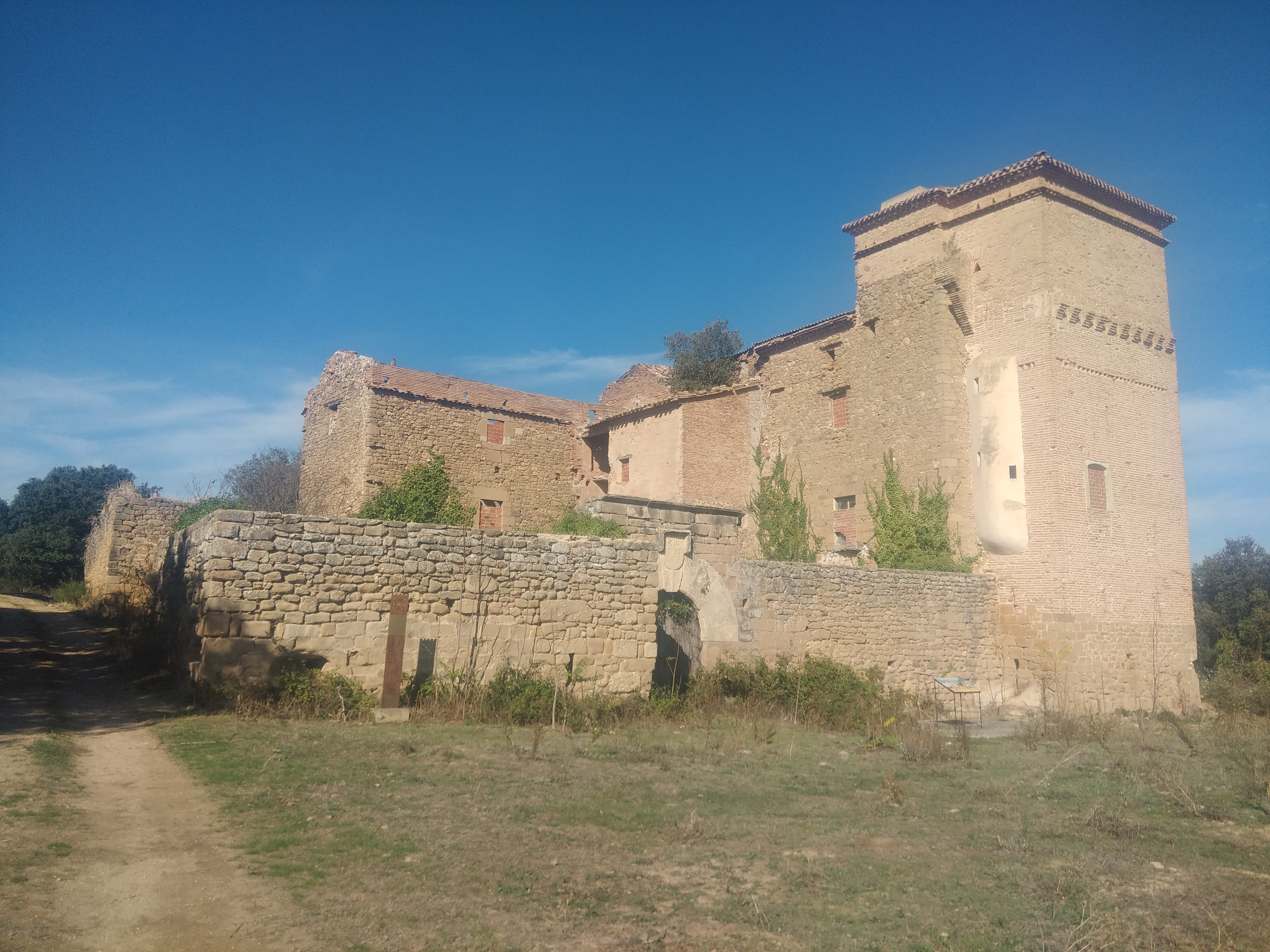
Palacio de Cabo Armería
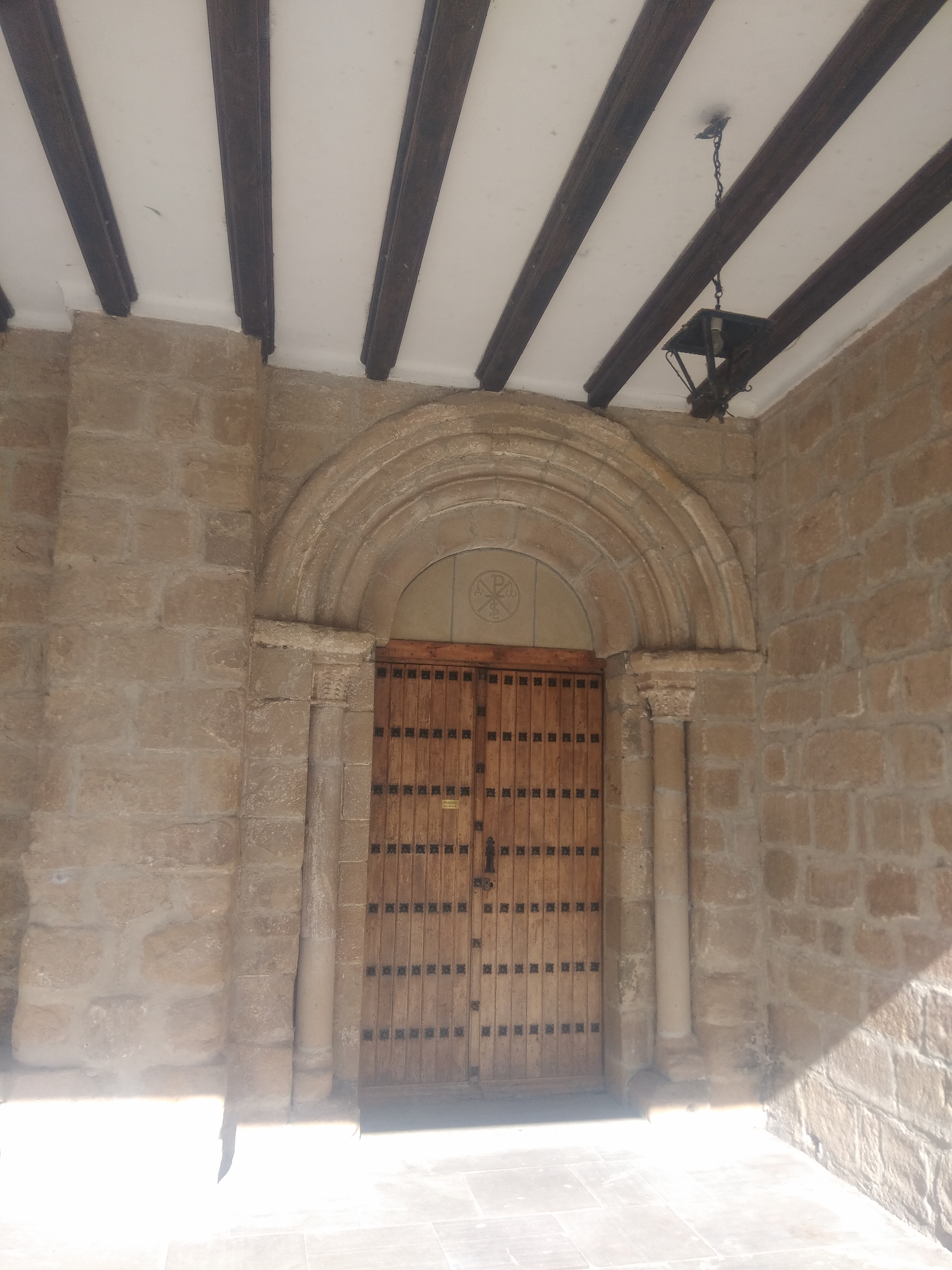
Parroquia de San Andrés, portada románica. El crismón es moderno